# Diomedéa
Diomedéa, Inc. (jap. 株式会社ディオメディア Kabushiki gaisha Diomedia), znane wcześniej jako Studio Barcelona (jap. 有限会社スタジオバルセロナ Yūgen gaisha Sutajio Baruserona) – japońskie studio animacji z siedzibą w tokijskiej dzielnicy Nerima, założone 5 października 2005 roku po oddzieleniu się od Group TAC.

## Produkcje

### Seriale telewizyjne
| Rok  | Tytuł                                              | Reżyser(zy)                         | Liczba odcinków | Uwagi                                                                          | Przypisy      |
| ---- | -------------------------------------------------- | ----------------------------------- | --------------- | ------------------------------------------------------------------------------ | ------------- |
| 2007 | Magia tęczowych gwiazd                             | Takashi Yamamoto                    | 12              | Na podstawie powieści wizualnej dla dorosłych produkcji UNiSONSHIFT.           |               |
| 2007 | Kodomo no jikan                                    | Eiji Suganuma                       | 12              | Na podstawie mangi autorstwa Kaworu Watashiyi.                                 |               |
| 2008 | Nogizaka Haruka no himitsu                         | Munenori Nawa                       | 12              | Na podstawie light novel autorstwa Yūsaku Igarashiego.                         |               |
| 2009 | Polyphonica Crimson S                              | Toshimasa Suzuki                    | 12              | Drugi sezon Shinkyoku sōkai Polyphonica.                                       |               |
| 2009 | Nogizaka Haruka no himitsu: Purezza                | Munenori Nawa                       | 12              | Sequel Nogizaka Haruka no himitsu.                                             |               |
| 2010 | Shinryaku! Ika Musume                              | Tsutomu Mizushima                   | 12              | Na podstawie mangi autorstwa Masahiro Anbe.                                    |               |
| 2011 | Astarotte no omocha!                               | Fumitoshi Oizaki                    | 12              | Na podstawie mangi autorstwa Yui Hagi.                                         |               |
| 2011 | Shinryaku!? Ika Musume                             | Tsutomu Mizushima Yasutaka Yamamoto | 12              | Drugi sezon Shinryaku! Ika Musume.                                             | [ 2 ]         |
| 2012 | Campione!                                          | Keizō Kusakawa                      | 13              | Na podstawie light novel autorstwa Jō Taketsukiego.                            |               |
| 2013 | Mondaiji-tachi ga isekai kara kuru sō desu yo?     | Keizō Kusakawa Yasutaka Yamamoto    | 10              | Na podstawie light novel autorstwa Tarō Tatsunoko.                             | [ 3 ]         |
| 2013 | Gingitsune                                         | Shin Misawa                         | 12              | Na podstawie mangi autorstwa Sayori Ochiai.                                    |               |
| 2013 | Noucome                                            | Takayuki Inagaki                    | 12              | Na podstawie light novel autorstwa Takeru Kasukabe.                            | [ 4 ]         |
| 2014 | Akuma no Riddle                                    | Keizō Kusakawa                      | 12              | Na podstawie mangi autorstwa Yun Kōgi.                                         | [ 5 ]         |
| 2015 | Binan kōkō Chikyū bōei-bu Love!                    | Shinji Takamatsu                    | 12              | Telewizyjny serial anime stworzony przez Kurari Umatani.                       | [ 6 ] [ 7 ]   |
| 2015 | Kantai Collection                                  | Keizō Kusakawa                      | 12              | Na podstawie gry o tym samym tytule produkcji Kadokawa Games.                  | [ 8 ]         |
| 2015 | Jūō mujin no Fafnir                                | Keizō Kusakawa Jun Takahashi        | 12              | Na podstawie light novel autorstwa Tsukasy.                                    | [ 9 ]         |
| 2015 | Seiken tsukai no World Break                       | Takayuki Inagaki                    | 12              | Na podstawie light novel autorstwa Akamitsu Awamury.                           | [ 10 ]        |
| 2015 | Kūsen madōshi kōhosei no kyōkan                    | Takayuki Inagaki                    | 12              | Na podstawie light novel autorstwa Yū Moroboshiego.                            | [ 11 ]        |
| 2016 | Mayoiga                                            | Tsutomu Mizushima                   | 12              | Telewizyjny serial anime napisany przez Mari Okadę.                            | [ 12 ]        |
| 2016 | Handa-kun                                          | Yoshitaka Koyama                    | 12              | Prequel Barakamon.                                                             | [ 13 ]        |
| 2016 | Girlish Number                                     | Shōta Ihata                         | 12              | Na podstawie powieści autorstwa Wataru Watariego.                              | [ 14 ]        |
| 2017 | Fūka                                               | Keizō Kusakawa                      | 12              | Na podstawie mangi autorstwa Kōjiego Seo.                                      | [ 15 ] [ 16 ] |
| 2017 | Aho Girl                                           | Keizō Kusakawa Shingo Tamaki        | 12              | Na podstawie 4-panelowej mangi autorstwa Hiroyukiego.                          | [ 17 ]        |
| 2017 | Action Heroine Cheer Fruits                        | Keizō Kusakawa                      | 12              | Telewizyjny serial anime napisany przez Naruhisę Arakawę.                      | [ 18 ]        |
| 2017 | Boku no kanojo ga majime sugiru shōjo Bitch na ken | Nobuyoshi Nagayama                  | 10              | Na podstawie mangi autorstwa Namiru Matsumoto. We współpracy ze Studiem Blanc. | [ 19 ] [ 20 ] |
| 2018 | Beatless                                           | Seiji Mizushima                     | 24              | Na podstawie powieści autorstwa Satoshiego Hase.                               | [ 21 ]        |
| 2018 | Chio-chan no tsūgakuro                             | Takayuki Inagaki                    | 12              | Na podstawie mangi autorstwa Tadataky Kawasakiego.                             | [ 22 ]        |
| 2019 | Domestic na kanojo                                 | Shōta Ihata                         | 12              | Na podstawie mangi autorstwa Kei Sasugi.                                       | [ 23 ]        |
| 2019 | Ahiru no Sora                                      | Keizō Kusakawa Shingo Tamaki        | 50              | Na podstawie mangi autorstwa Takeshiego Hinaty.                                | [ 24 ] [ 25 ] |
| 2021 | Seijo no maryoku wa bannō desu                     | Shōta Ihata                         | 12              | Na podstawie light novel autorstwa Yuki Tachibany.                             | [ 26 ]        |
| 2022 | Futsal Boys!!!!!                                   | Yukina Hiiro                        | 12              | Na podstawie franczyzy stworzonej przez Bandai Namco Arts.                     | [ 27 ] [ 28 ] |
| 2022 | Isekai yakkyoku                                    | Keizō Kusakawa                      | 12              | Na podstawie light novel autorstwa Liz Takayamy.                               | [ 29 ]        |
| 2023 | Tensei ōjo to tensai reijō no mahō kakumei         | Shingo Tamaki                       | 12              | Na podstawie light novel autorstwa Piero Karasu.                               | [ 30 ]        |
| 2023 | Kamonohashi Ron no kindan suiri                    | Shōta Ihata                         | 13              | Na podstawie mangi autorstwa Akiry Amano.                                      | [ 31 ]        |
| 2023 | Seijo no maryoku wa bannō desu sezon 2             | Shōta Ihata                         | 12              | Sequel Seijo no maryoku wa bannō desu.                                         | [ 32 ]        |

### OVA
| Rok  | Tytuł                                              | Reżyser(zy)                      | Liczba odcinków | Uwagi                                                                         |
| ---- | -------------------------------------------------- | -------------------------------- | --------------- | ----------------------------------------------------------------------------- |
| 2006 | Dai mahō-tōge                                      | Tsutomu Mizushima                | 8               | Na podstawie mangi autorstwa Hidekiego Ōwady.                                 |
| 2007 | Kodomo no jikan: Anata ga watashi ni kureta mono   | Eiji Suganuma                    | 1               | Odcinek OVA dołączony do 4. tomu mangi.                                       |
| 2009 | Kodomo no jikan 2 gakki                            | Eiji Suganuma                    | 4               | Sequel Kodomo no jikan.                                                       |
| 2011 | Kodomo no jikan: Kodomo no natsu jikan             | Eiji Suganuma                    | 1               | Sequel Kodomo no jikan 2 gakki.                                               |
| 2011 | Astarotte no omocha! EX                            | Fumitoshi Oizaki                 | 1               | Historie poboczne serii Astrotte no omocha!                                   |
| 2012 | Shinryaku!! Ika Musume                             | Tsutomu Mizushima                | 3               | Odcinki OVA dołączone do 12., 14. i 17. tomu mangi.                           |
| 2012 | Nogizaka Haruka no himitsu: Finale                 | Munenori Nawa                    | 4               | Sequel Nogizaka Haruka no himitsu: Purezza.                                   |
| 2012 | Yumekuri                                           | Hiroyuki Hata                    | 1               | Na podstawie mangi autorstwa Hiro.                                            |
| 2013 | Mondaiji-tachi ga isekai kara kuru sō desu yo?     | Keizō Kusakawa Yasutaka Yamamoto | 1               | Odcinek OVA dołączony do 8. tomu light novel.                                 |
| 2014 | Noucome                                            | Takayuki Inagaki                 | 1               | Odcinek OVA dołączony do 8. tomu light novel.                                 |
| 2014 | Akuma no Riddle                                    | Keizō Kusakawa                   | 1               | Niewyemitowany 13. odcinek Akuma no Riddle.                                   |
| 2016 | Kūsen madōshi kōhosei no kyōkan                    | Takayuki Inagaki                 | 1               | Odcinek OVA dołączony do 9. tomu light novel.                                 |
| 2018 | Boku no kanojo ga majime sugiru shōjo Bitch na ken | Nobuyoshi Nagayama               | 1               | Odcinek OVA dołączony do 6. tomu light novel. We współpracy ze Studiem Blanc. |

### Filmy
| Tytuł               | Reżyser(zy)    | Data premiery     | Uwagi                                                         | Przypisy |
| ------------------- | -------------- | ----------------- | ------------------------------------------------------------- | -------- |
| KanColle: The Movie | Keizō Kusakawa | 26 listopada 2016 | Na podstawie gry o tym samym tytule produkcji Kadokawa Games. | [ 33 ]   |